# Gozdna železnica v Koritih pri Jezerskem
Gozdna železnica v Koritih pri Jezerskem je bila prometna pot za prevoz lesa izpod Storžiča do zgornje postaje tovorne žičnice nad potokom Koritnica pri zaselku Spodnje Fužine v občini Preddvor.
Ob glavni cesti Kranj - Jezersko pri zaselku  Spodnje Fužine vodi pot v ozko dolino Koritnice. Le nekaj sto metov od glavne ceste je bila v spodnja postaja gozdne žičnice, ki je dovažala les izpod Storžiča. Do zgornje postaje žičnice je vodila strma eno uro hoje dolga pot. Pri zgornji postaji, ker so nalagali les na žičnico je bilo še manjše skladišče lesa in nekaj barak, v katerih so prebivali gozdni delavci.
Za dovoz lesa do žičnice je bila zgrajena preprosta ozkotirna gozdna železnica s širino tira 60 cm. Dolžina proge je bila okoli 500 m. Proga je imela dva progovna kraka preprostega tipa, imenovana "koturača". Po progi sta les prevažala dva tovorna vagončka. Delavci sta vagončka ročno potiskali po progi. Cel sistem je imel dve kretnici, tirnice pa so bile lahkega tipa s težo 7 kg na tekoči meter. Leto izgradnje proge ni natančno znan, verjetno pa je bila zgrajena nekaj let pred drugo svetovno vojno.
Od skladišča lesa ob zgornji postaji žičnice sta tekla dva tira. Prvi, ki je peljal na desno od žičnice je bil dolg okoli 240 m, drugi, ki je peljal levo pa okoli 250 m. Desni krak proge se je vzpenjal, levi pa spuščal. Neugodna lega levega kraka proge je povzročila, da so morali naložene vozičke s konji vleči v breg, namesto da bi se samotežno spuščali do skladišča. Zato so kasneje progo preložili na višji nivo, ga obenem skrajšali na okoli 200 metrov, ter tako dosegli, da so polni vozički samotežno vozili do skladišča.
Koncem 50. let dvajsetega stoletja so bili gozdni sestoji izkoriščeni, zato so sečnjo upostili. S prenehanjem sečnje so je ustavilo tudi obratovanje žičnice in gozdne železnice. Naprave so pustili v gozdu, kjer so propadale in njihovi deli počasi "izginjali".
Leta 1979 so se gozdarji odločili, da bodo ponovno pričeli sekati v okolici podrte žičnice. Zgradili so gozdno cesto. Med preurejanjem zemljišča so dokončno porušili vse ostanke prejšnih objektov, ki so še kakorkoli spominjali na žičnico in gozdno železnico. Od vseh naprav so se je ohranila le kolesa in ležaj tovornega vozička, ki so sedaj muzejsko zaščiteni.